# Van den Bos (cráter)

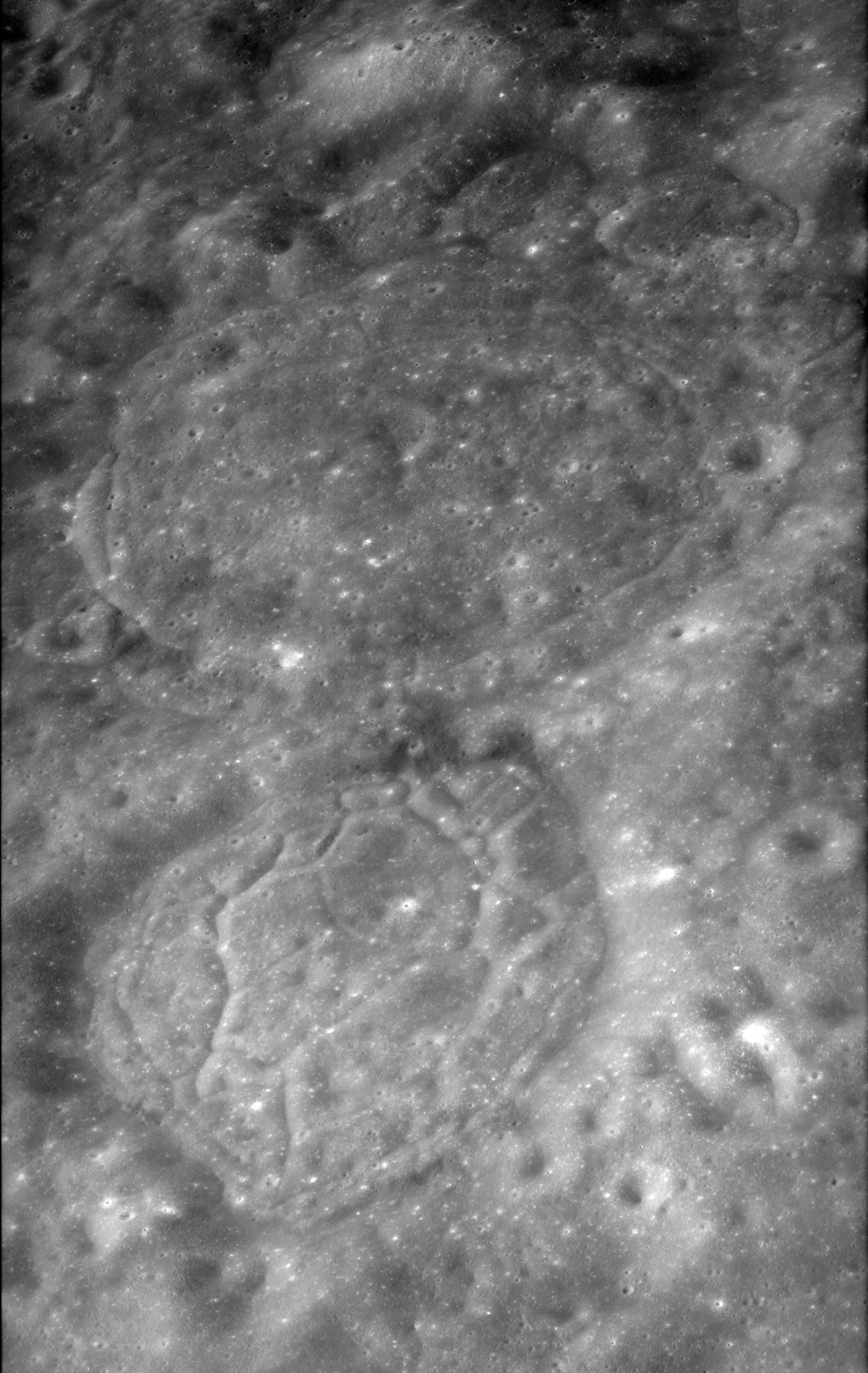
Panorámica oblicua desde el Apolo 17 mirando al norte, con van den Bos debajo del centro y Tamm por encima

Van den Bos es un pequeño cráter de impacto lunar unido al borde exterior sur-suroeste del cráter ligeramente más grande Tamm. Alrededor de un diámetro al oeste se halla Vil'ev. Más lejos hacia el este se localiza el prominente cráter Chaplygin, y al sur-sudoeste aparece Marconi. Van den Bos se encuentra en la cara oculta de la Luna, por lo que no se puede ver directamente desde la Tierra.
|  |

Es una formación de cráter poco profunda, con un cierto desgaste en su borde. Casi se ha fusionado con el vecino cráter Tamm, y la longitud del borde común es casi de dos tercios del diámetro de Van den Bos. El suelo interior tiene una serie de llamativas grietas atravesando su superficie, que  generalmente se forman por la superposición de nuevas capas de lava basáltica sobre las antiguas.
|  |  |

También se ha formulado la hipótesis de que el material fisurado de aspecto viscoso que aparece dentro de Tamm y de Van den Bos podría proceder de rocas fundidas arrojadas hasta allí por el impacto que formó el cráter Mendeleev 225 km al noroeste.

## Referencias

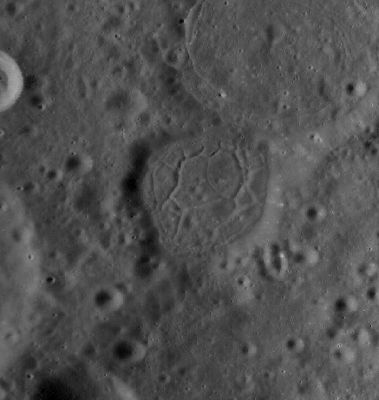
Fotografía de la misión Lunar Reconnaissance Orbiter